# Королевский дворец в Аранхуэсе
Королевский дворец в Аранхуэсе (исп. Palacio Real de Aranjuez) — загородная резиденция испанских королей, расположенная в 48 км к югу от Мадрида.
Строилась на протяжении всего XVII столетия, в значительной степени — как «испанский ответ» Версалю, причём окончательный вид дворца имеет мало общего с проектом, одобренным ещё Филиппом II. Вокруг дворца раскинулся обширный парк, на территории которого выставлены, помимо прочего, лодки, на которых члены королевской фамилии любили кататься по реке Тахо. Филипп II поручил строительство дворца архитектору Хуану Баутисте де Толедо, которого впоследствии сменил Хуан де Эррера, имевший уже за плечами опыт возведения Эскориала.  В XVIII веке Филипп V перестроил замок в большую резиденцию в стиле барокко. Автором проекта был архитектор Сантьяго Бонавиа.  
С приходом к власти Бурбонов летняя резиденция испанского двора переехала во дворец Ла-Гранха в Сан-Ильдефонсо. В 2001 г. дворцово-парковый комплекс в Аранхуэсе вошёл в число памятников Всемирного наследия.